# ゾロ (映画)
『ゾロ』（英: Zorro, the Gay Blade）は、1981年に製作されたアメリカ映画。原作は、ジョンストン・マッカレーの『怪傑ゾロ』。ジョージ・ハミルトン主演。

## キャスト
- ドン・ディエゴ / バニー・ウィグルワース：ジョージ・ハミルトン
- シャルロッテ：ローレン・ハットン
- フロリダ：ブレンダ・ヴァッカロ
- エステバン：ロン・リーブマン
- ガルシア：クライヴ・レヴィル
- ナレーター（メキシコ人の声）：フランク・ウェルカー